# شهدطوطیک پری
شهدطوطیک پَری (نام علمی: Charmosynopsis pulchella) یکی از گونه‌های طوطی از خانواده طوطیان سبز است. نام‌های رایج دیگر عبارتند از: شهدطوطیک سرخ کوچک و شهدطوطی سرخ کوچک. زیستگاه طبیعی آن در گینه نو یافت می‌شود و جنگل‌های دشت نمناک نیمه‌گرمسیری یا گرمسیری و جنگل‌های کوهستانی نمناک نیمه‌گرمسیری یا گرمسیری است. رنگ آن عمدتاً سرخ با مقداری زرد در گلو و سبز در بالها است. دو زیرگونه شناخته شده‌است، C. p. pulchella و C. p. rothschildi.